# Разумовская, Любовь Вячеславовна
Любо́вь Вячесла́вовна Разумо́вская (в девичестве Арасимович; 2 [14] июля 1897; Бельск, Гродненская губерния, Российская империя — 22 сентября 1969; Ленинград, СССР) — советский филолог и историк-медиевист, источниковед, полонист, доктор исторических наук. Старший научный сотрудник Института славяноведения и балканистики АН СССР. Специалист по истории польского крестьянства и аграрной истории средневековой Польши.

## Биография
Любовь Вячеславовна (в девичестве Арасимович) родилась 2 (14) июля 1897 года в уездном городе Бельске Гродненской губернии в многодетной семье (шестеро детей). Отец — потомственный почётный гражданин, юрист, служил по судебному ведомству, с 1914 года — Петроковского окружного суда в Царстве Польском Российской империи, после 1917 года работал в Наркомюсте в Ташкенте, с 1920 преподавал обществоведение в ташкентских средних школах, умер в 1930 году в Ленинграде. Мать — домохозяйка, умерла в 1942 году в блокадном Ленинграде.
В Петрокове Любовь Вячеславовна окончила женскую гимназию, а с началом Первой мировой войны в 1914 году семья эвакуировалась в Казань. Там она осенью того же года поступила на Казанские высшие женские историко-филологические курсы. Её дипломная работа «Басня в русской и польской литературах. И. А. Крылов, И. Красицкий, А. Нарушевич» была представлена в виде доклада на заседании Общества любителей русской словесности при Казанском университете. После сдачи в 1918 году госэкзаменов и получения диплома слависта-языковеда, Любовь Вячеславовна была оставлена при кафедре славянских литератур Университета. Занимаясь историей литературы Польши и Чехии, она выступала с докладами на заседаниях Славянского кружка при Высших женских курсах. Параллельно с 1918 по 1920 год преподавала в Казанском училище слепых, а также работала делопроизводителем Отдела народного образования и преподавала русский язык в одной из средних школ Казани.
В 1920 году Любовь Вячеславовна переехала в Ташкент, куда ранее был переведён на службу её отец. После прочтения в Туркестанском государственном университете (с 1923 — Среднеазиатский государственный университет) две публичные лекции она в том же 1920 году была избрана старшим ассистентом кафедры славянских языков историко-филологического факультета. Вела семинары по польскому и сербско-хорватскому языкам, а также преподавала историю русской литературы в старших классах двух ташкентских средних школ.
Осенью 1921 года Любовь Вячеславовна была направлена в Петроград для продолжения обучения. В 1921—1923 годах, занимаясь под руководством специалистов в области лингвистики и филологии профессоров М. Г. Долобко, В. М. Жирмунского, академиков П. А. Лаврова и Е. Ф. Карского, она успешно сдала магистерские экзамены при Научно-исследовательском институте сравнительной истории литератур и языков Запада и Востока им. А. Н. Веселовского при Петроградском университете и получила квалификацию преподавателя Высшей школы.
С 1922 по февраль 1923 года Любовь Вячеславовна работала воспитателем и преподавателем в Воспитательно-клиническом институте для нервнобольных детей. Весной 1923 года по рекомендации П. А. Лаврова она была принята внештатным сотрудником Славянского отделения Библиотеки Академии наук, а в 1924 году утверждена в штатной должности научного сотрудника БАН, где возглавила отдел польской литературы. Помимо основной библиотечной работы, она совместно с В. П. Адриановой-Перетц занималась описанием старопечатных польских книг из собрания БАН. В 1926 году Любовь Вячеславовна окончила Высшие курсы библиотековедения при Государственной Публичной библиотеке. С 1929 года, после ликвидации в том году Славянского отделения, она до 1930 года работала в разных отделах БАН в должности учёного библиографа. В 1932—1935 годах была библиотекарем отдела каталогизации, заведующей читальным залом.
В то же время Любовь Вячеславовна в 1925—1926 годах состояла ассистентом кафедры славянской филологии Ленинградского государственного университета, в 1929—1932 — доцентом на Отделении национальных меньшинств Педагогического института им. А. И. Герцена, в котором на польском языке преподавала историю польского языка для польских студентов, и в 1934—1940 — на историческом факультете ЛГУ.
В 1935 году Л. В. Разумовская уволилась из БАН и в том же году была принята научным сотрудником I разряда в Институт книги, документа и письма АН СССР, а после реорганизации последнего, слиянием его с Историко-археографическим институтом и образованием Ленинградского отделения Института истории АН СССР, в 1936 году была переведена в него на должность младшего научного сотрудника (по состоянию на 1939 год — научный сотрудник). В 1938 году Л. В. Разумовская вошла в состав новообразованного в ЛОИИ Сектора славяноведения, в котором исполняла обязанности его секретаря.
После начала Великой Отечественной войны Л. В. Разумовская в июле 1941 года уволилась из ЛОИИ и вместе с дочерью эвакуировалась в Ташкент, где в 1941—1942 и 1944—1945 годах в должности старшего преподавателя, а затем — доцента читала курс истории славян на филологическом и историческом факультетах Среднеазиатского государственного университета. После эвакуации в Ташкент Института истории АН СССР и его Ленинградского отделения с частью сотрудников Л. В. Разумовская в мае 1942 года была восстановлена на работе в ЛОИИ. В ноябре 1943 года она защитила диссертацию на соискание учёной степени кандидата исторических наук на тему «Хроника Гельмольда как источник для истории прибалтийских славян», после чего была переведена на должность старшего научного сотрудника ЛОИИ АН СССР. Была награждена медалью «За доблестный труд в Великой Отечественной войне 1941—1945 гг.».
В 1945 году Л. В. Разумовская вместе с ЛОИИ была реэвакуирована в Ленинград. В том же году она по рекомендации академика Н. С. Державина была приглашена на должность доцента кафедры славяноведения филологического факультета ЛГУ, в котором до 1952 года читала курс истории славян, историю польского языка, а также вела занятия по чешскому языку. Там же она подготовила учебник чешского языка с хрестоматией.
В 1947 году Л. В. Разумовской было присвоено учёное звание доцента. В начале 1950 года она была привлечена Институтом славяноведения и балканистики АН СССР к подготовке к изданию коллективной работы по истории Польши. В июне того же года постановлением Президиума АН СССР Л. В. Разумовская была зачислена старшим научным сотрудником в ИСл. В 1958 году она издала монографию «Очерки по истории польских крестьян от древних времён до XV века», которая в 1960 году была ею защищена в качестве докторской диссертации в ИСл АН СССР.
В 1968 году вышла на пенсию.
Умерла в следствии тяжёлой болезни 21 сентября 1969 года в Ленинграде.

## Научные направления и вклад
Ещё на 3-м курсе на Казанских высших женских историко-филологических курсах Любовь Вячеславовна под руководством профессоров Н. М. Петровского и А. М. Селищева начала специализироваться в области славяноведения.
Работая в Институт книги, документа и письма Л. В. Разумовская в середине 1930-х годов занималась исследованием восстания Пугачёва. В частности по поручению академика Б. Д. Грекова ею для 2-го тома издания «История СССР» была написана глава «Крестьянская война 1773—1775 гг.».
В Ленинградском отделении Института истории АН СССР она под руководством Ш. М. Левина занималась сбором, систематизацией и оформлением библиографических материалов по истории Туркмении. В 1937 году Л. В. Разумовская вошла в группу под руководством С. Н. Валка, готовившей к изданию Польской и Литовской Правды и Вислицкого Статута. Совместно с Ш. М. Левиным, С. Н. Валком и Б. М. Кочаковым готовила сборник документов по истории рабочего движения конца XIX — начала XX веков. Также участвовала в сборе материалов для «Исторического словаря».
Во второй половине 1940-х годов основной областью научных интересов Л. В. Разумовской была средневековая история Польши в эпоху феодализма, главным образом истории польского крестьянства, польского города в средние века и аграрной истории Польши. Будучи в Секторе славяноведения ЛОИИ АН СССР она принимала участие в подготовке трёхтомного издания «История Польши». Л. В. Разумовская собирала материалы в польских архивах в Познани, Варшаве и Кракове. Как сотрудник Сектора славяноведения ЛОИИ она принимала участие в подготовке трёхтомного издания «История Польши».
Кроме прочего Л. В. Разумовская также занималась исследованиями Прибалтики и России в Средние века, публикациями источников по истории западных славян, славяно-германских отношений и по славянскому источниковедению.
С 1950-х годов она всецело предполагала сосредоточиться на подготовке к публикациям переводов средневековых источников по славянской истории.

## Рецензии
- Bacskai V.[венг.]. Рец. на: Разумовская Л. В. Очерки по истории польских крестьян: От древних времён до XV в. М.-Л. 1958. 366 стр. (венг.) // Szazadok[венг.]. — Budapest: Magyar Történelmi Társulat[англ.], 1960. — Sz. 5—6. — O. 908—909.
- Kielbicko A. Рец. на: Разумовская Л. В. Очерки по истории польских крестьян в XV—XVII вв. М. 1968. 323 стр. (пол.) // Kwartalnik historyczny[пол.]. — Warszawa: Instytut Historii im. Tadeusza Manteuffla PAN[пол.], 1970. — Nr 1. — S. 190—193.
- Maas W. Рец. на: Разумовская Л. В. Очерки по истории польских крестьян в XV—XVI вв. М. 1968. 323 стр. (нем.) // Jahrbücher für Geschichte Osteuropas. — Wiesbaden: Otto Harrassowitz Verlag[нем.], 1969. — Bd. 17, H. 2. — S. 294—296. — JSTOR 41043818.